# Ryan Potter
Ryan Potter (n. 12 septembrie 1995, Portland, Oregon, SUA) este un actor american. Și-a făcut debutul în actorie ca lider al serialului de comedie de acțiune Nickelodeon Supah Ninjas (2011–2013). În calitate de actor vocal, i-a dat vocea lui Hiro Hamada în filmul de animație cu supereroi Big Hero 6 (2014), continuarea serialului său de televiziune (2017–2021) și serialul Disney+ Baymax! (2022). Potter îl mai prezintă pe Gar Logan / Beast Boy în seria de supereroi DC Universe / HBO Max Titans (2018-2023).